# 小島彗星
小島彗星（70P/Kojima）是太陽系中的一顆週期彗星，目前軌道周期為7.05年。

## 發現歷史
該彗星由小島信久在日本愛知縣發現的，當時他正在尋找失蹤已久的諾伊明彗星，結果發現彗星狀的新天體，估計其亮度為14等。古川麒一郎計算該彗星為拋物線軌道，近日點日期為1970年11月1日。根據進一步觀測結果，小島彗星修正為橢圓形軌道，近日點為10月7日，軌道周期為6.16年。
香西洋樹和古川麒一郎於1977年12月9日在東京天文台使用105厘米施密特望遠鏡重新定位了彗星的下一次預計出現位置，估計其亮度為16等。
隨後該彗星於1985/1986和1992 /1994年由太空監視觀測，星等為20等和22.1等。隨後彗星靠近木星，近日點距離從2.4AU（天文單位）減少到1.97 AU，偏心率從0.39增加到0.46，軌道周期從7.85減少到6.99年。